# Гаванская (река, остров Беринга)
Гаванская — река в России на острове Беринга, крупнейшем острове в составе Командорских островов. Длина Гаванской — 18 км. Впадает в бухту Никольскую.
Река вытекает из озера Гаванское. Протекает на северной окраине села Никольское. Река имеет равнинный характер, она шире и глубже остальных горных рек острова Беринга. Во время прилива в реку могут заходить относительно большие лодки, поэтому Гаванскую можно считать единственной судоходной рекой на всем острове.
С первого поселения при устье реки Гаванская начиналось освоение острова Беринга.

## Данные водного реестра
По данным государственного водного реестра России относится к Анадыро-Колымскому бассейновому округу. Речной бассейн — бассейны рек Берингова моря (южнее Анадыря). Водохозяйственный участок — Острова Берингова моря в пределах внутренних морских вод и территориального моря РФ.
Код водного объекта 19070010012120000056205.